# 新里町関
新里町関（にいさとちょうせき）は、群馬県桐生市の町名である。郵便番号は376-0134。

## 概要
桐生市の西部、新里町の北部に位置する。旧新里村関にあたり、新里町赤城山・板橋・高泉・大久保・奥沢・上鶴ケ谷とともに桐生市第十九区に属する。
東北部は新里町高泉に、東部は新里町大久保に、南部は新里町山上に、西北部は新里町板橋にそれぞれ接する。
国道353号、群馬県道336号梨木香林線が通じている。地域の南部に群馬県指定重要文化財となっている関の磨崖仏がある。

## 世帯数と人口
2022年（令和4年）1月31日現在の世帯数と人口は以下の通りである。
| 町丁     | 世帯数 | 人口  |
| -------- | ------ | ----- |
| 新里町関 | 77世帯 | 213人 |

## 小・中学校の学区
市立小・中学校に通う場合、学区は以下の通りとなる。
| 番地 | 小学校               | 中学校             |
| ---- | -------------------- | ------------------ |
| 全域 | 桐生市立新里北小学校 | 桐生市立新里中学校 |

## 交通

### 鉄道
町内に鉄道駅はない。

### 道路
- 国道353号
- 群馬県道333号上神梅大胡線
- 群馬県道336号梨木香林線

## 施設
- 長者塚古墳
- 関の磨崖仏

## 避難所
町内に桐生市から指定された指定緊急避難場所、指定避難所はない。